# Sabanillas (Guerrero)
Sabanillas es una localidad del estado mexicano de Guerrero. Es parte del municipio de Acapulco de Juárez.

## Demografía
| Gráfica de evolución demográfica |
|                                  |

| Censo | Población |
| ----- | --------- |
| 1900  | 422       |
| 1910  | —         |
| 1921  | 457       |
| 1930  | 471       |
| 1940  | 622       |
| 1950  | 882       |
| 1960  | 1 000     |
| 1970  | 1 008     |
| 1980  | 1 288     |
| 1990  | 1 773     |
| 2000  | 1 934     |
| 2010  | 1 961     |
| 2020  | 1 861     |